# Johann Michael Wittmer
Johann Michael Wittmer (né le 15 octobre 1802 et mort le 9 mai 1880) est un peintre bavarois, originaire d'une famille de peintres et de sculpteurs. Il est parfois appelé Johann Michael Wittmer II pour le distinguer d'un membre plus ancien de sa famille. Il faisait partie du mouvement nazaréen.

## Biographie
Son père est mort avant sa naissance, et il a été élevé par son beau-père. Il étudie à l'Académie des beaux-arts de Munich entre 1821 et 1828, puis il se rend à Rome, ainsi qu'à Venise et Florence. Présenté au prince Maximilien II de Bavière, il l'accompagne en Grèce et à Constantinople (Istanbul). Il tombe malade pendant un voyage à Munich, et meurt peu de temps après.

## Galerie

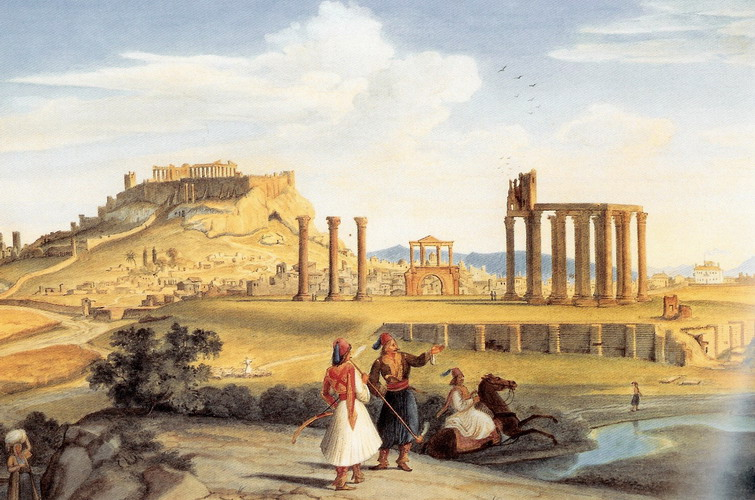
Temple de Zeus à Athènes
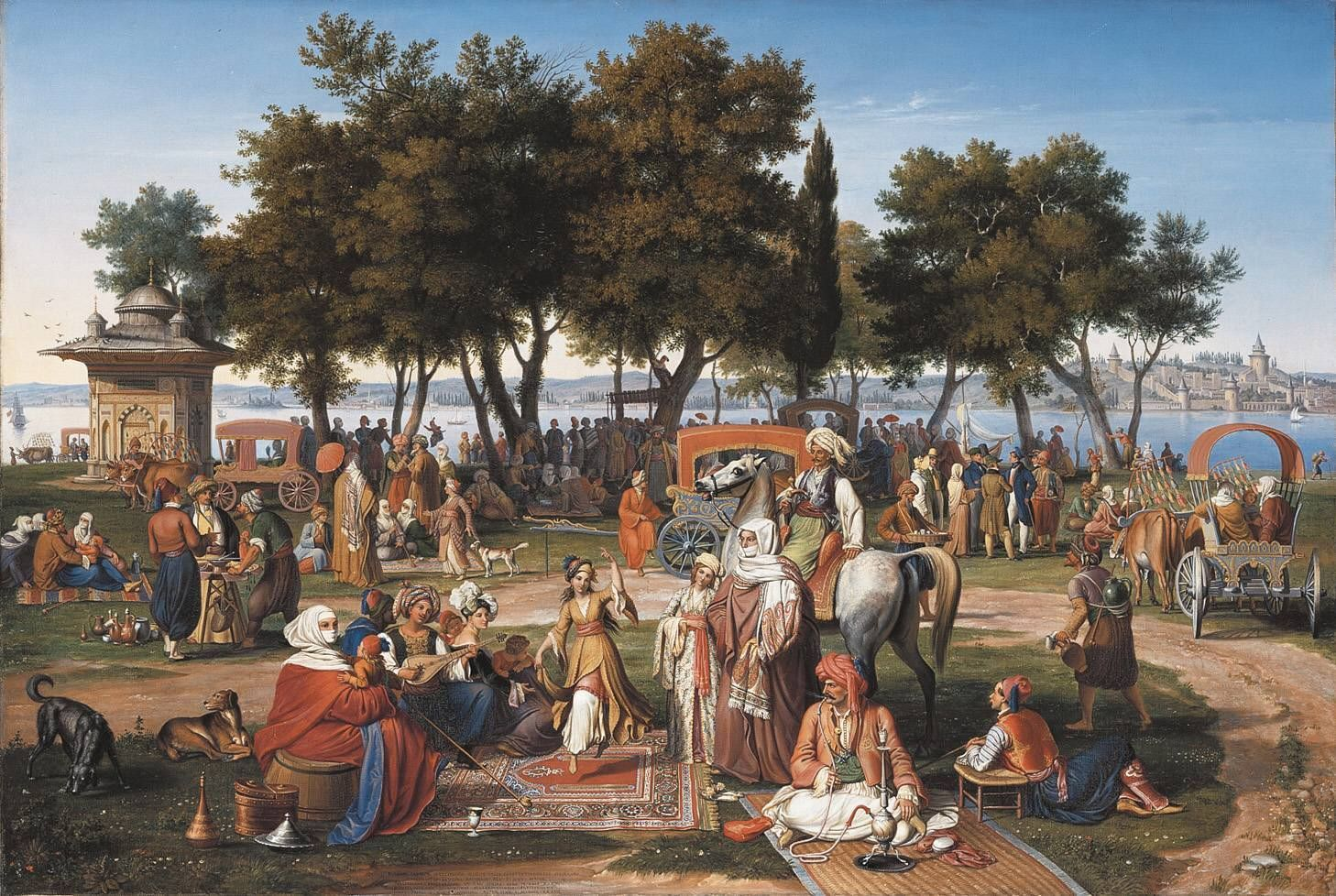
« Sur les eaux douces de l'Asie à Constantinople »
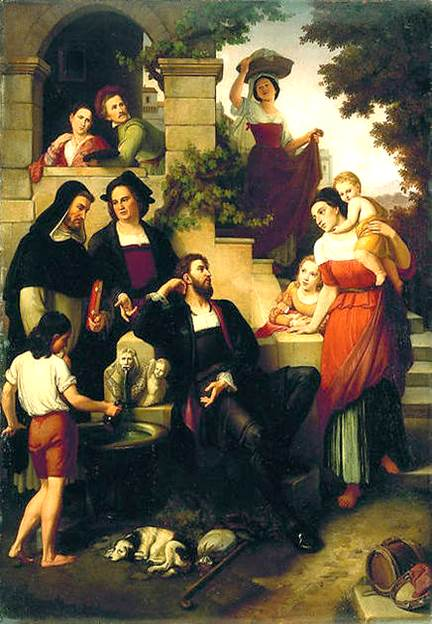
« Repos près d'une fontaine »